# Paleoasiatiska folk

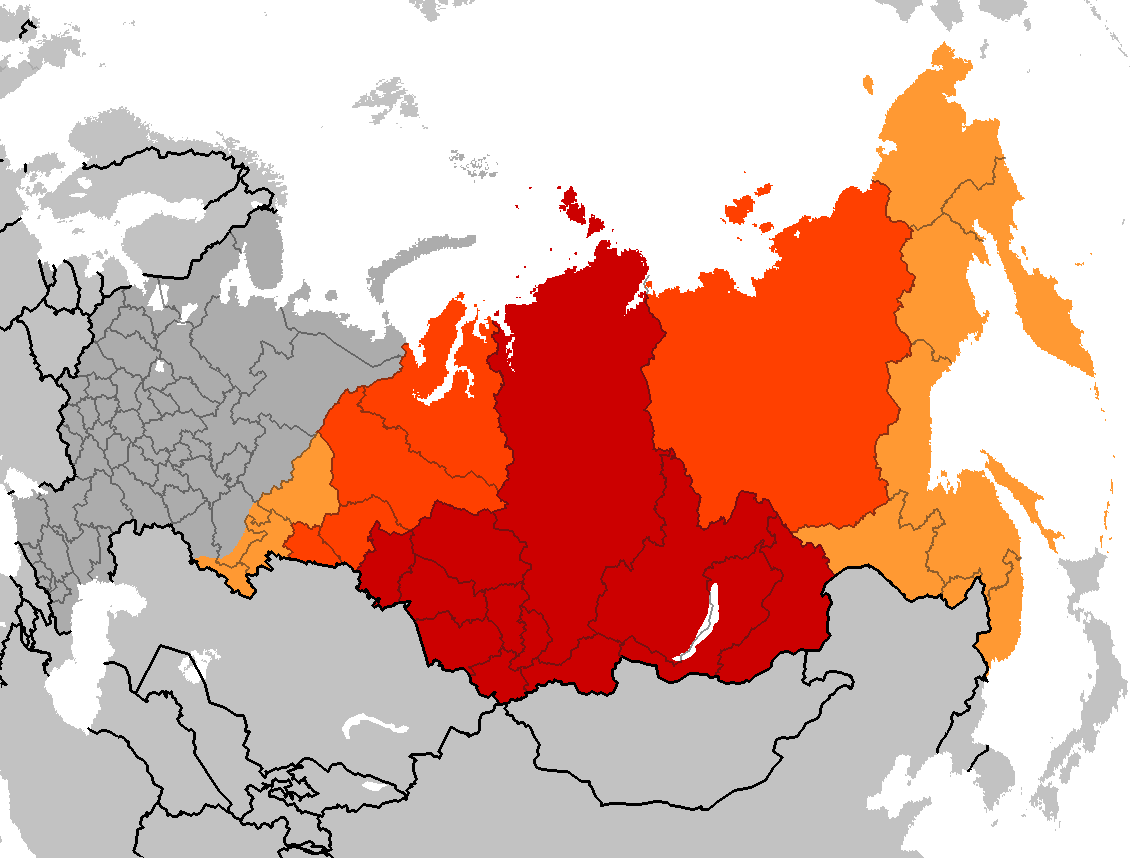

Paleoasiatiska folk är en samlande benämning på folkslagen i norra och nordöstra Asien som talar Paleosibiriska språk, som även är en del av Sibiriens ursprungsbefolkning.
Hit hör folkgrupper som exempelvis Itelmener, Nivcher, Korjaker, Keter, Tjuktjer och Jukagirer. Man tror att de första människorna invandrade till dessa trakter för ungefär 10.000 år sedan via Centralasien.
De första människorna som bosatte sig här var i huvudsak jägare, som efter den senaste istidens slut följde efter sina bytesdjur som vandrade norrut. Jakt, fiske och renskötsel är idag fortfarande en viktig del hos många av dessa folkgrupper.
Dessa befolkningsgrupper visar upp kulturella och sociala variationer men också likheter. De har exempelvis det mongoliska utseendet, levnadssättet, ekonomin och kulturen. Även förhållandet till naturen och högre makter är viktigt för dessa folkgrupper.
Befolkningen från Sibirien är förfäder till dagens befolkning på Grönland som man idag kallar för Inuiter.